# Ochsenheimeria algeriella
Ochsenheimeria algeriella är en fjärilsart som beskrevs av Aleksei Konstantinovich Zagulajev 1966. Ochsenheimeria algeriella ingår i släktet Ochsenheimeria och familjen höstmalar, Ypsolophidae. Inga underarter finns listade i Catalogue of Life.